# Smithkaart
Een smithkaart, Smith-chart of smithdiagram, bedacht door Phillip H. Smith, is in de praktijk van de transmissielijnen een nomogram voor het in elkaar omrekenen van de beide complexe parameters van de lijn, de reflectiecoëfficiënt {\displaystyle \Gamma } en de impedantie {\displaystyle Z}. 
Het berekenen van de ingangsimpedantie {\displaystyle Z_{i}}, die met de belastingsimpedantie {\displaystyle Z_{L}} samenhangt door de relatie:
{\displaystyle Z_{i}=Z_{0}{\frac {Z_{L}+Z_{0}\tanh(\gamma L)}{Z_{0}+Z_{L}\tanh(\gamma L)}}},
was in het verleden, vóór het gebruik van computers, voor "handmatige" berekening een bewerkelijk karwei. De tegenwoordige computers voeren een dergelijke berekening met bijvoorbeeld programma's als Maple of Excel gemakkelijk uit, zodat het gebruik van smithkaarten in de praktijk min of meer achterhaald is. 
Er bleek echter een relatief eenvoudige grafische methode te zijn, de zogenaamde smithkaart, die berustte op de relatie tussen de impedantie {\displaystyle Z} en de reflectiecoëfficiënt {\displaystyle \Gamma } op enig punt van de lijn. 
{\displaystyle Z=Z_{0}{\frac {1+\Gamma }{1-\Gamma }}}
en omgekeerd
{\displaystyle \Gamma ={\frac {Z-Z_{0}}{Z+Z_{0}}}}
De methode bepaalt bij de belastingimpedantie via geschikte cirkelvormige coördinaten de bijbehorende reflectiecoëfficiënt aan het einde van de lijn. De reflectiecoëfficiënt aan het begin van de lijn kan dan eenvoudig bepaald worden door de relatie:
{\displaystyle \Gamma _{0}=\Gamma _{L}e^{-2\gamma L}},
die voor verliesvrije lijnen slechts een door de lengte bepaalde fasedraaiing betekent. Vervolgens wordt de bij deze reflectiecoëfficiënt behorende ingangsimpedantie weer van de cirkelvormige coördinaten afgelezen.

## Achtergrond smithkaart
In het onderstaande gebruiken we steeds de relatieve impedantie 
{\displaystyle z={\frac {Z}{Z_{0}}}}
Het nomogram berust op de volgende constateringen:
Noem 
{\displaystyle \Gamma =x+jy}
en
{\displaystyle z=r+ji}
dan is:
{\displaystyle z=r+ji={\frac {1+\Gamma }{1-\Gamma }}={\frac {1+x+jy}{1-x-jy}}={\frac {1-x^{2}-y^{2}+2jy}{(1-x)^{2}+y^{2}}}}
Dus
{\displaystyle r={\frac {1-x^{2}-y^{2}}{(1-x)^{2}+y^{2}}}}
en 
{\displaystyle i={\frac {2y}{(1-x)^{2}+y^{2}}}}
Dat wil zeggen 
{\displaystyle r(1-x)^{2}+ry^{2}=1-x^{2}-y^{2}}
of anders geschreven:
{\displaystyle \left({\frac {1}{1+r}}\right)^{2}=\left(x-{\frac {r}{1+r}}\right)^{2}+y^{2}}
Voor vaste {\displaystyle r} zijn dit cirkels om het middelpunt {\displaystyle ({\frac {r}{1+r}},0)} met straal {\displaystyle {\frac {1}{1+r}}}.
Evenzo is:
{\displaystyle i(1-x)^{2}+iy^{2}=2y}
of anders geschreven:
{\displaystyle \left({\frac {1}{i}}\right)^{2}=(x-1)^{2}+\left(y-{\frac {1}{i}}\right)^{2}}
Voor vaste {\displaystyle i} zijn dit cirkels om het middelpunt {\displaystyle (1,1/i)} met straal {\displaystyle 1/i}.

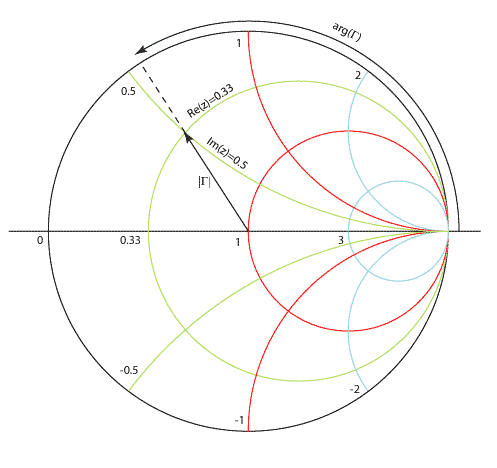
Figuur 1. Principe van een Smith-kaart

De bovenstaande figuur 1 toont het principe van een smithkaart. In de figuur staan volle cirkels voor de waarden 0, 0,33, 1 en 3 van het reële deel {\displaystyle r} van de impedantie {\displaystyle z}. De delen van cirkels daar "dwars" op zijn de lijnen voor de waarden 2, 1, 0,5, 0 (=as), –0,5, –1 en –2 van het imaginaire deel {\displaystyle i} van de impedantie {\displaystyle z}. 
In de figuur is een (relatieve) impedantie {\displaystyle z=0,33+0,5j} aangegeven, dus met {\displaystyle \mathrm {Re} (z)=0,33} en {\displaystyle \mathrm {Im} (z)=0,5}. De bijbehorende reflectiecoëfficiënt {\displaystyle \Gamma } kan worden afgelezen in de gewone rechthoekige coördinaten, maar wordt meestal in de poolcoördinaten {\displaystyle |\Gamma |} en {\displaystyle \arg(\Gamma )} gegeven. De absolute waarde {\displaystyle |\Gamma |} kan gevonden worden als fractie van de straal van de buitenste cirkel. Er geldt: {\displaystyle |\Gamma |=0,6} en {\displaystyle \arg(\Gamma )=123^{\circ }}.
In onderstaande figuur staat een in de praktijk gebruikte smithkaart.

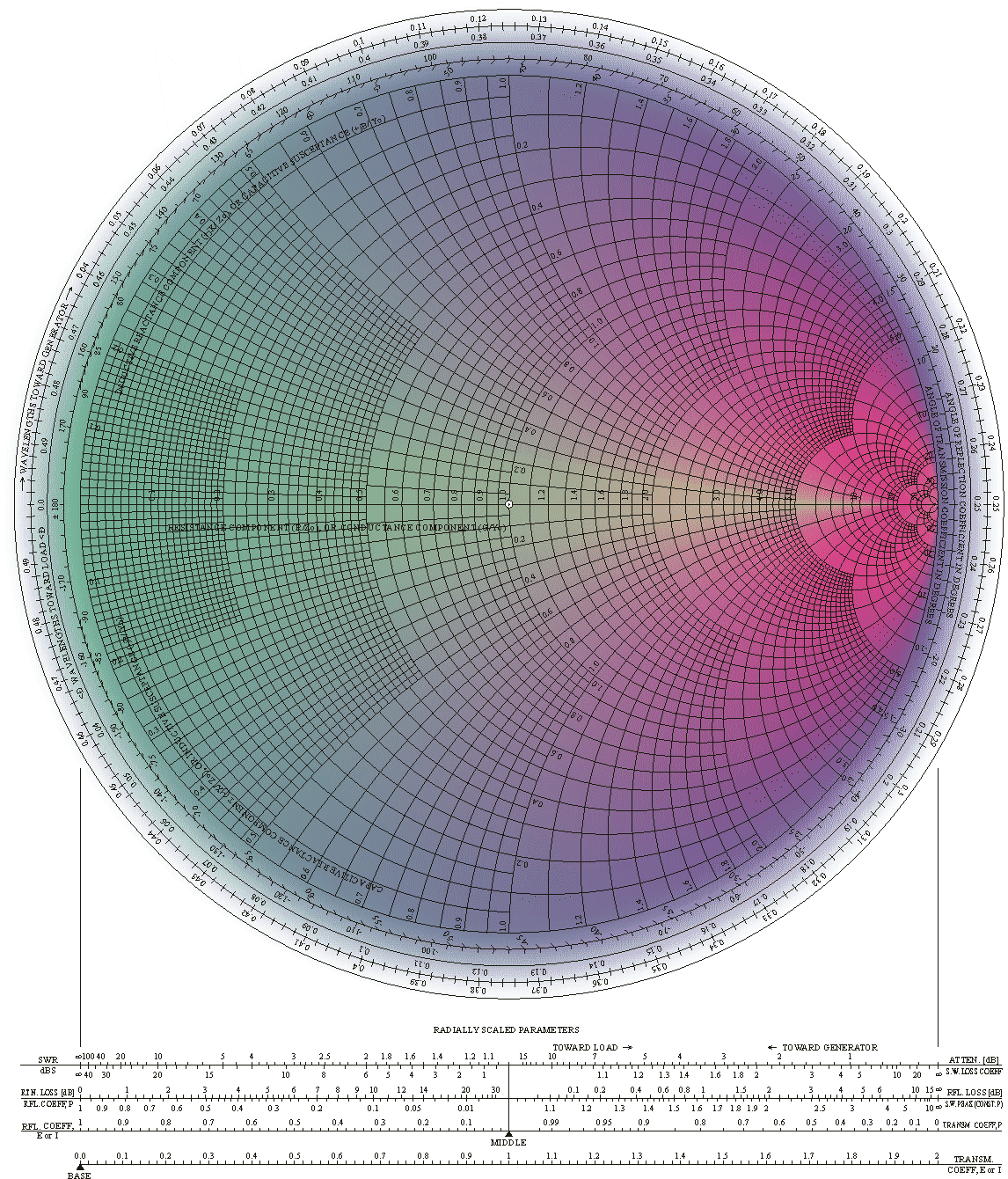
Smithkaart voor praktisch gebruik

## Toepassing
Voor toepassing van de smithkaart gaat men uit van een verliesvrije lijn, of een lijn die bij de signaalfrequentie een zuiver ohmse karakteristieke impedantie heeft. 
Het gebruik van een smithkaart gaat in beginsel in de volgende drie stappen.

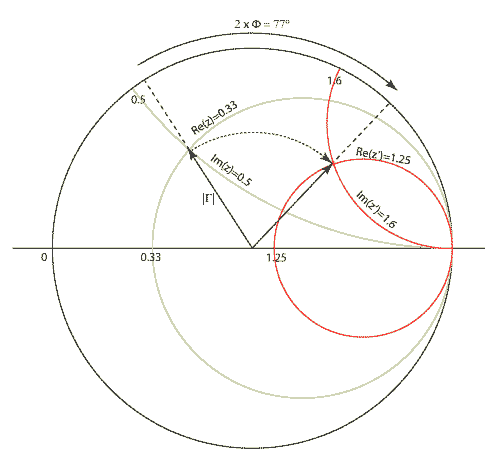
Figuur 2. Gebruik van een smithkaart

1.
De gegeven impedantie {\displaystyle z} wordt uitgezet op het cirkelvormige coördinatenstelsel voor het reële deel {\displaystyle r} en het imaginaire deel {\displaystyle i} van {\displaystyle z}. In het centrale rechthoekige coördinatenstelsel stelt het uitgezette punt de reflectiecoëfficiënt {\displaystyle \Gamma } voor. Dit stelsel is voor het gemak gegeven in poolcoördinaten en bepaalt dus {\displaystyle |\Gamma |} en {\displaystyle \arg(\Gamma )}. In figuur 2 is de (relatieve) impedantie {\displaystyle z=0,33+0,5j} uitgezet.
2.
Bij een verliesvrije lijn wordt, door omcirkelen om de oorsprong over de juiste hoek, de reflectiecoëfficiënt aan het begin (of in een ander punt) van de lijn gevonden. In geval van demping door de lijn, kan de grootte van de reflectiecoëfficiënt aangepast worden. In figuur 2 komt de lengte van de lijn (of het relevante gedeelte) overeen met een hoek {\displaystyle \Phi =38,5^{\circ }}. Door omcirkelen over het dubbele van deze hoek wordt de reflectiecoëfficiënt aan het begin (of op een ander plaats) van de lijn gevonden.
3.
Op het cirkelvormige coördinatenstelsel kan de bijbehorende impedantie {\displaystyle z'} worden afgelezen. In het geval van figuur 2 is dat: {\displaystyle z'=1,25+1,6j}.

### Reciproque waarde
De smithkaart kan ook gebruikt worden om van een (relatieve) impedantie {\displaystyle z} de reciproque waarde {\displaystyle 1/z} te bepalen. Er geldt immers:
{\displaystyle z={\frac {1+\Gamma }{1-\Gamma }}},
dus
{\displaystyle {\frac {1}{z}}={\frac {1-\Gamma }{1+\Gamma }}}
en de waarde daarvan kan afgelezen worden bij {\displaystyle -\Gamma }.

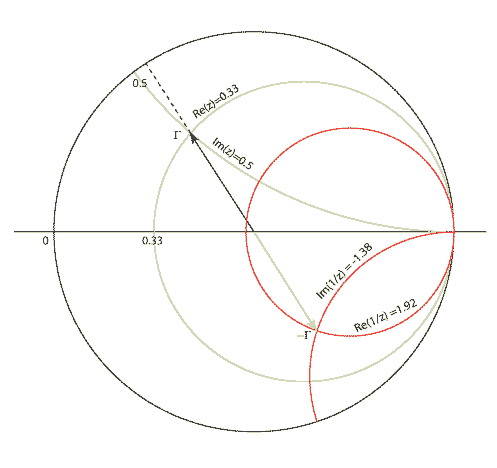
Figuur 3. Bepaling van complexe inverse

In figuur 3 kan van de impedantie {\displaystyle z=0,33+0,5j} de inverse waarde {\displaystyle 1/z=1,92-1,38j} afgelezen worden.